# Rasputin, der Dämon von Petersburg
Rasputin, der Dämon von Petersburg (Originaltitel: L’ultimo zar, französisch Les nuits de Raspoutine) ist ein italienisch-französischer Spielfilm aus dem Jahr 1959. Er schildert den Aufstieg und das blutige Ende des russischen Wanderpredigers und „Wunderheilers“ Grigori Jefimowitsch Rasputin, nimmt es aber mit der historischen Wahrheit nicht sehr genau. Regie führte Pierre Chenal. Die Hauptrollen waren mit Edmund Purdom, Gianna Maria Canale und Jany Clair besetzt. Das Drehbuch verfasste der Regisseur zusammen mit André Tabet und Ugo Liberatore. Es beruht auf einem Manuskript von Damiano Damiani. In der Bundesrepublik Deutschland kam der Streifen das erste Mal am 5. August 1960 ins Kino.

## Handlung
Der russische Kronprinz Alexej Nikolajewitsch leidet an der Bluterkrankheit. Nachdem keiner der behandelnden Ärzte dem Kind helfen konnte, setzen seine Eltern ihre letzte Hoffnung in die Fähigkeiten des Mönches Rasputin, obwohl der als Säufer und Weiberheld verschrien ist. Rasputin unterzieht den Jungen einer „magischen“ Behandlung, und zum Erstaunen des Hofes wird das Kind geheilt. Daraufhin ernennt der Zar den Mönch zum „Lampenanzünder“. Dieser Titel bedeutet, dass er zu jeder Tages- und Nachtzeit freien Zugang zu den kaiserlichen Gemächern hat. Die Gefühle der Zarin aber gehen über die bloße Bewunderung des Heilers hinaus.
Rasputin bekommt eine prunkvolle Wohnung zugewiesen. Dort empfängt er nicht nur hohe Staatsbeamte, sondern auch allerlei Leute von zweifelhaftem Ruf. Sein Einfluss bei Hofe wird immer größer. Bald weiß ganz Russland von seiner Bedeutung für die Zarenfamilie. Als sich ein Soldat, dessen Frau ihn mit Rasputin betrogen hat, das Leben nimmt, werden noch mehr Skandale publik. Schon befürchtet die Zarin, dass Rasputin vom Hofe entfernt werden muss. Daher versucht sie, die Vorfälle zu bagatellisieren. 
Eine Gruppe Adliger will den Wunderheiler beseitigen. Sie lockt ihn in eine Falle, in der er von einer jungen Frau niedergestochen wird. Obwohl Rasputin erheblich verwundet wird, überlebt er den Anschlag. Die Zarin sorgt dafür, dass er die bestmögliche ärztliche Versorgung erhält. Die Genesung macht rasche Fortschritte, und bald hat Rasputin wieder seine frühere Machtstellung inne.
Gegen Rasputins Rat entschließt sich der Zar, in den Ersten Weltkrieg einzutreten. Allerdings kommt dieser Umstand dem russischen Dämon nur zugute; denn er begünstigt Kriegsspekulanten und Waffenhändler und wird dadurch immens reich. Immer mehr häufen sich die nächtlichen Orgien in Rasputins Villa. Zum Verhängnis wird dem Schwerenöter schließlich die Fürstin Jusupoff. Diese ist jung und schön, aber verheiratet. Es dauert nicht lange, bis deren Gatte merkt, was Rasputin im Schilde führt. Der Fürst lädt den Scharlatan in seine Wohnung ein und bewirtet ihn. Das im Essen und im Wein enthaltene Gift bewirkt aber nur, dass der Dämon in den Schlaf versinkt. Auch ein Schuss kann ihm nichts anhaben. Erst als Jusupoff das ganze Magazin seiner Pistole auf ihn abgefeuert hat, bricht der Gast tot zusammen.

## Kritik
„Oberflächlich vereinfachend hat das Drehbuch sich […] für das kinowirksame Abschildern eines an Skandalen reichen Lebens entschieden. Die Handlung […] geht jeweils mit spürbarem Ruck voran, in Szenenfolgen, die wie mit groben Stichen aneinandergenäht zu sein scheinen. Von der Macht des «Dämonischen» ist auch bei Edmund Purdom nichts zu spüren. Neben dem vielen filmrussischen Dekor hat man in der schlecht behandelten deutschen Dialogfassung manche Banalität zu schlucken.“

## Quelle
- Programm zum Film im Verlag Das Neue Film-Programm, Mannheim, ohne Nummernangabe